# Beppe Grillo
Beppe Grillo (født 21. juli 1948) er en italiensk aktivist, komiker, politiker og skuespiller, der bygger sine shows op om Italiens situation. Han laver grin med politikere, bankmænd, aktieselskaber etc. Han vil også få folkets opmærksomhed omkring flere italienske parlamentsmedlemmers domme for kriminalitet. Han er bl.a. med i det italienske parti Movimento 5 Stelle. Han taler også om miljø, fremtidens problemer og meget andet.